# Джейкобсон, Пейтон
Пейтон Джон Джейкобсон (англ. Payton Jon Jacobson; 12 сентября 2002, Элкхорн, Висконсин, США) — американский борец греко-римского стиля, участник Олимпийских игр 2024 года в Париже, победитель Панамериканского чемпионата.

## Карьера
3 февраля 2023 года на рейтинговом турнире Загреб Опен в 1/16 финала проиграл хорвату Павел Пуклавец и покинул турнир. В апреле 2024 года выиграл у Спенсера Вудса решающие схватки на отборочных олимпийских соревнованиях по борьбе в США и получил возможность выступить на Олимпиаде 2024 года в Париже. 9 июня 2024 года неудачно выступил на турнире памяти Поляка Имре и Варги Яноша в Будапеште, где в 1/8 финала уступил Али Ченгизу из Турции. 7 августа 2024 года на Олимпийских играх на стадии 1/8 финала уступил Александру Комарову из Сербии и занял последнее 16 место. 